# Спенсер (містечко, Вісконсин)
Спенсер (англ. Spencer) — місто (англ. town) в США, в окрузі Марафон штату Вісконсин. Населення — 1586 осіб (2020).

## Демографія
Згідно з переписом 2010 року, у місті мешкала 1581 особа в 550 домогосподарствах у складі 445 родин. Було 574 помешкання
Расовий склад населення:
| - 97,6 % — білих - 0,6 % — чорних або афроамериканців - 0,2 % — вихідців з тихоокеанських островів - 0,2 % — азіатів |

До двох чи більше рас належало 0,8 %. Частка іспаномовних становила 1,5 % від усіх жителів.
За віковим діапазоном населення розподілялося таким чином: 28,8 % — особи молодші 18 років, 62,1 % — особи у віці 18—64 років, 9,1 % — особи у віці 65 років та старші. Медіана віку мешканця становила 37,8 року. На 100 осіб жіночої статі у місті припадало 100,1 чоловіків;  на 100 жінок у віці від 18 років та старших — 102,5 чоловіків також старших 18 років.
Середній дохід на одне домашнє господарство  становив 76 517 доларів США (медіана — 69 479), а середній дохід на одну сім'ю — 82 277 доларів (медіана — 74 167). Медіана доходів становила 46 917 доларів для чоловіків та 41 779 доларів для жінок. За межею бідності перебувало 4,0 % осіб, у тому числі 3,9 % дітей у віці до 18 років та 4,6 % осіб у віці 65 років та старших.
Цивільне працевлаштоване населення становило 956 осіб. Основні галузі зайнятості: освіта, охорона здоров'я та соціальна допомога — 27,2 %, виробництво — 18,3 %, роздрібна торгівля — 9,5 %, фінанси, страхування та нерухомість — 8,4 %.